# Command & Conquer: Red Alert 3
Command & Conquer: Red Alert 3 là một game chiến thuật thời gian thực được phát triển bởi EA Los Angeles và được phát hành bởi Electronic Arts vào năm 2008. Công bố vào ngày 14 tháng 2 năm 2008 , nó đã được phát hành vào ngày 28 tháng 10 tại Hoa Kỳ cho Microsoft Windows trên máy tính cá nhân (PC) và ba ngày sau đó ở châu Âu. Một phiên bản cho Xbox 360 đã được phát hành tại Mỹ vào ngày 11 tháng 11. Phiên bản cho PlayStation 3 đã bị trì hoãn do khó khăn với hệ thống kiến trúc của hệ máy . Vào ngày 21 tháng 1 năm 2009 EA chính thức công bố Command & Conquer: Red Alert 3 - Ultimate Edition, phiên bản PS3, trong đó có phần cộng thêm của Xbox 360 và phiên bản PC. Ultimate Edition đã được phát hành vào ngày 23 tháng 3 năm 2009. Hãng cũng thông báo rằng bản phát hành vào cuối tháng 3 là phiên bản cho Mac OS, chuyển đổi sang nền tảng của TransGaming Technologies . Trò chơi là một phần của nhánh phụ Red Alert trong dòng game Command & Conquer. Vào đầu tháng 1, EA Los Angeles công bố một bản bổ sung mới vào trò chơi: Command & Conquer: Red Alert 3 – Uprising, một bản mở rộng độc lập duy nhất đã được phát hành cho Windows vào tháng 3 năm 2009. Nó đã được cung cấp thông qua phân phối kỹ thuật số 
Trò chơi mô tả một vũ trụ song song, trong đó Chiến tranh thế giới thứ hai không bao giờ xảy ra, trong bản gốc Red Alert, Albert Einstein đi ngược thời gian và loại bỏ Hitler trong thập niên 1920. Sau chiến thắng của Đồng Minh trong Red Alert 2, các nhà lãnh đạo Xô Viết đã đi ngược thời gian và loại bỏ Albert Einstein vào năm 1927, ngăn chặn Đồng Minh tạo vũ khí nguyên tử trong khi Liên Xô lên nắm quyền lực, chiến đấu với quân Đồng Minh vào những năm 1950. Trong trò chơi này, Empire of the Rising Sun cũng nổi như là một mối đe dọa mới (một kết quả không chủ ý của việc đi ngược thời gian của Xô Viết). Tất cả ba phe phái đều có thể chơi được, với lối chơi chính liên quan đến xây dựng một căn cứ, thu thập tài nguyên, và đào tạo quân đội gồm các đơn vị trên đất liền, biển, và trên không để đánh bại người chơi khác. Mỗi phe có một chiến dịch hợp tác đầy đủ, có thể chơi với một trí tuệ nhân tạo hoặc với một người chơi khác. Những chiến dịch này theo một cốt truyện, với mục tiêu, nhiệm vụ cụ thể và hạn chế đơn vị quân. Chế độ skirmish không hạn chế cho phép chơi chống lại máy tính và nhiều người thông qua mạng LAN hay trực tuyến cũng có sẵn.
Trò chơi được đánh giá chủ yếu là tích cực, với nhận xét trích dẫn về chế độ hợp tác và thành phần chơi mạng là thế mạnh, cùng với vai trò nâng cao vai trò chiến đấu của hải quân so với các game chiến thuật thời gian thực khác. Những điểm yếu bao gồm các khía cạnh như tìm đường của các đơn vị.

## Cách chơi

Hầu như tất cả các cấu trúc có thể được xây dựng ngoài biển, ngoài tầm với của một số đơn vị của đối phương.

Red Alert 3 giữ nguyên lối chơi cốt lõi cơ bản của loạt Command & Conquer. Các phe thu hoạch tài nguyên bằng cách sử dụng các xe thu gom dễ bị tổn thương và sau đó sử dụng tài nguyên đó để xây dựng căn cứ quân sự và các lực lượng tại chỗ. Công trình hình thành một cây công nghệ cao với nhiều đơn vị và siêu vũ khí khó nắm bắt. Các loại vũ khí chuyên môn hóa đến độ một lính mang súng trường có thể triển sang súng chống tăng. Red Alert 3 bổ sung phe Empire of the Rising Sun (tương tự như những gì Tiberium Wars đã làm với phe Scrin), một chiến dịch hợp tác và chiến tranh hải quân mở rộng.
Chiến dịch chơi đơn trong game là hoàn toàn hợp tác. Mỗi nhiệm vụ được chơi bên cạnh một đồng minh. Khi chơi trực tuyến, đây là một người chơi khác. Khi chơi offline đồng minh sẽ là một trong những nhân vật do máy tính kiểm soát. Các đội chia sẻ tài nguyên và thường bắt đầu với các lực lượng như nhau. Nhân vật máy tính có thể ra các lệnh đơn giản, chẳng hạn như ra lệnh chiếm một vị trí cụ thể hoặc để tấn công một mục tiêu cụ thể. Chiến dịch có chín nhiệm vụ cho mỗi phe, với cốt truyện của mỗi phe là khác nhau, không giống như Tiberium Wars và bản mở rộng trước và sau nhưng giống như các game còn lại của Command & Conquer.
Chiến tranh hải quân được nhấn mạnh hơn trước. Điều hành sản xuất là Chris Corry đã nói rằng nhiều đơn vị có thể đi trên nước, tạo hiệu quả cho sự linh hoạt. Toàn bộ tòa nhà và các căn cứ có thể được xây dựng trên mặt nước, tiết kiệm đất cho những công trình sản xuất trên mặt đất , và người chơi "ignore the ocean [are] likely forfeiting a significant part of their potential economy to their opponents." Hơn nữa trong thực tế là, mặc dù một số bản đồ trong phần chiến dịch toàn bộ là đất, còn tất cả các bản đồ cho chơi mạng lại là có nước trong đó.
Việc sử dụng các đơn vị hải quân và khả năng của đơn vị khác nhau cũng giúp người chơi phản công đơn vị cụ thể của đối thủ của họ với điểm mạnh của đơn vị đó, ví dụ khả năng thứ hai của đơn vị Xô Viết "Stingray" là "Tesla Surge" sẽ tạo một làn sóng điện ở khu vực xung quanh gây thiệt hại hại cho "Dolphins" hoặc "Terror Drone".
Khả năng kiểm soát các khả năng phụ là phổ biến cho mỗi và mọi đơn vị trong trò chơi. Cách sử dụng của họ rất khác nhau: một số được bật hoặc tắt, hoặc nhắm mục tiêu, hay kích hoạt bằng một nút bấm. Xe xây dựng của Empire có thể triển khai tại một địa điểm quy định, "Conscript" của Xô Viết có thể chuyển đổi vũ khí tùy ý, và "Athena Cannon" của quân Đồng Minh có thể tạo lá chắn với một nút bấm, nhưng với một khoảng thời gian đếm ngược trước khi chúng có thể được sử dụng một lần nữa. Trò chơi cũng có tính năng điểm kinh nghiệm được sử dụng để nâng cấp các loại đơn vị và mua "khả năng chỉ huy", như gọi không kích, quét trinh sát, tia vệ tinh từ tính,..v.v... Khả năng chỉ huy không đòi hỏi tài nguyên nhưng lại có thời gian đếm ngược lâu.
Các bãi quặng trong Red Alert 2 đã được dỡ bỏ. Những bãi quặng này trong Red Alert đầu tiên tương đương với Tiberium, và được thể hiện là các bãi quặng đã phát triển ra khỏi mặt đất. Lối chơi cơ bản trên đã thay đổi rất nhiều kể từ khi các bãi quặng đã được thay thế bằng các mỏ quặng tĩnh. 

### Thiết kế
Red Alert đầu tiên xoay quanh một cuộc chiến tranh thế giới thứ hai giữa Đồng Minh (trong đó có Đức) và Liên bang Xô viết, với một số công nghệ cao và kì lạ chẳng hạn như vũ khí điện "Tesla Coil" liên kết với tia chết của Tesla, du hành vược thời gian liên kết với các tin đồn về cuộc thử nghiệm Philadelphia và trường lực. Red Alert 2 mô tả một cuộc tấn công của Xô Viết vào Bắc Mỹ với xe tăng hai nòng, khí cầu khổng lồ, công nghệ điều khiển trí não và mực khổng lồ chống tàu chiến; bản mở rộng, Yuri's Revenge leo thang đến UFO và Xô Viết trên Mặt Trăng. Giám đốc sản xuất Chris Corry nêu trong một cuộc phỏng vấn là Red Alert 3 sẽ tiếp tục phân biệt các phe phái với nhau và "[play] up the silliness in their faction design whenever possible." 
Chế độ chiến dịch duy trì các chủ đề kì lạ với hang ổ bí mật trong núi lửa, robot gián điệp. Game cũng sử dụng video cắt cảnh FMV với diễn viên ngoài đời thực. Quay phim bắt đầu vào tháng 4 năm 2008.
Xô Viết và Đồng Minh có kết hợp của các tính năng cũ trong Red Alert 2 và các tính năng mới. Còn Đế quốc Mặt trời mọc (Empire of the Rising Sun) là một lực lượng mới hoàn toàn.

#### Xô Viết
- Công nghệ chủ chốt: công nghệ tên lửa, công nghệ điện năng, công nghệ từ trường

Các đơn vị Xô Viết được thiết kế theo hướng tiến công trực diện với lực lượng mạnh mẽ: nhện máy Terror Drone, khí cầu khổng lồ "Kirov", xe tăng 2 nòng, xe phóng tên lửa di động, lính phóng điện Tesla (các vũ khí từng xuất hiện trong Red Alert 2) vẫn được giữ lại. Trong khi đó, "Attack Dog" (là một đơn vị giống như của quân Đồng Minh) thì Xô Viết đã thay thế bằng "War Bear" giống hệt về mặt chức năng. Đơn vị mới bao gồm xe tăng hạng trung được gọi là "Hammer Tank" có thể dùng tia từ trường để lấy vũ khí từ những xe tăng đã bị phá hủy, nhện máy chống bộ binh được gọi là "Sickles" có thể nhảy qua các độ cao khác nhau, tàu tấn công có thể đi trên đất liền "Stingray" gắn kết với hai cuộn bắn điện, và xe phòng không "Bullfrog" có thể phóng các đơn vị lính bộ binh đến thẳng mục tiêu.
Một sự bổ sung khác so với "Red Alert 2" là lực lượng không quân Xô Viết đã được tăng cường đáng kể với khả năng tấn công đa dạng: ngoài khí cầu khổng lồ "Kirov" chuyên dùng để công phá căn cứ địch, không quân Xô Viết có thêm máy bay tiêm kích MiG để chống máy bay địch và trực thăng vừa có thể vận tải vừa có thể tấn công lực lượng địch trên mặt đất.
Trong 3 lực lượng thì Xô Viết có thể sản xuất vũ khí nhanh và rẻ nhất, các nhà máy của họ không cần nâng cấp mà vẫn có thể sản xuất các vũ khí cao cấp nhờ việc tận dụng các công nghệ thông thường, các đơn vị vũ khí của họ có giá rẻ hơn đối thủ nhờ công nghệ sản xuất hàng loạt có được sau khi xây dựng nhà "Mass Production Top Secret Protocol", và các cấu trúc có thể "sửa chữa nhanh chóng" như "Super Reactor" và "Crusher Crane" cho phép Xô viết dễ dàng dùng số lượng và hỏa lực áp đảo các căn cứ của đối phương. Việc điều khiển các đơn vị Xô Viết nhìn chung cũng dễ dàng hơn 2 phe kia vì mỗi vũ khí của Xô Viết đều được chuyên biệt cho 1 nhiệm vụ.
Sức mạnh chiếm ưu thế của quân Xô viết là lực lượng lục quân: các đơn vị lục quân Xô Viết thường dẻo dai và có hỏa lực mạnh hơn so với Đồng Minh và Đế chế. Lính bộ binh Conscript của Xô Viết có giá rẻ mà lại có khả năng diệt lô cốt rất tốt, còn lính phóng điện Tesla là loại bộ binh có khả năng chống tăng tốt nhất game. Đặc biệt, Xe tăng Apocalypse (xe tăng Khải huyền, thường gọi là xe tăng 2 nòng) của Xô Viết là đơn vị lục quân mạnh nhất trong game, có thể dễ dàng đánh bại mọi xe tăng đối thủ nếu đấu "một chọi một" (thậm chí nếu sử dụng máy phát từ trường gắn kèm thì xe tăng Khải huyền có thể vô hiệu hóa khả năng bắn trả của xe tăng đối thủ và nghiền nát nó mà không chịu bất kỳ tổn thất nào, kể cả khi đối thủ là Robot chiến đấu khổng lồ King Oni của Đế chế Mặt trời mọc). Để đánh tầm xa, lục quân Xô viết có xe phóng tên lửa V-4 có tầm bắn xa tương đương vũ khí cùng loại của Đồng Minh (Athena canon) và Đế chế (pháo Wave force), nhưng uy lực còn vượt trội hơn khi có thể tàn phá cả một khu vực rộng với đầu đạn chùm (2 loại vũ khí kia chỉ đánh được từng mục tiêu riêng lẻ). Lục quân của Xô Viết sẽ cực kỳ nguy hiểm khi được tăng cường với "Iron Curtain" nổi tiếng. Ưu thế lục quân đặc biệt có lợi ở các bản đồ có ít biển, bởi một đoàn tăng thiết giáp Xô viết với nhiều chiếc xe tăng 2 nòng được yểm trợ bởi xe phòng không thì lục quân 2 phe kia gần như không thể ngăn chặn được.
Tuy nhiên, các vũ khí của Xô Viết có điểm yếu là tính đa năng không cao (vũ khí đối không sẽ không thể đối đất hoặc ngược lại), nên cần phải phối hợp ít nhất 2 loại vũ khí đi cạnh nhau để đối thủ không thể khai thác được điểm yếu này.
Nhìn chung, nếu người chơi chọn Xô Viết và việc khai thác tài nguyên không bị gián đoạn thì họ sẽ có được một đạo quân vừa có số lượng đông vừa có chất lượng tốt, có thể dễ dàng áp đảo đối phương và khả năng giành chiến thắng là khá cao.
Về siêu vũ khí, Xô Viết đã mất đi công nghệ hạt nhân của họ do các sự kiện của cốt truyện, nên thay vì tên lửa hạt nhân, họ đã phát triển "Vacuum Imploder", một đầu đạn tạo ra vùng chân không để hút con người, xe cộ và các tòa nhà vào một khối chân không dày đặc trước khi bùng nổ.

#### Đồng Minh
- Công nghệ chủ chốt: công nghệ tia năng lượng, công nghệ điều khiển nguyên tử.

Đồng Minh đi kèm với một loạt các vũ khí với các công nghệ kỳ lạ, như là một sự trở lại của các đơn vị tiên tiến trong Red Alert 2. Đơn vị mới bao gồm "Hydrofoils" với vũ khí là tia xáo trộn, trực thăng không vũ trang "Cryocopter" với tia đóng băng và thu nhỏ mục tiêu, và "Assault Destroyer" với áo giáp năng lượng có thể hấp thu hỏa lực của đối phương. Công nghệ tiên tiến Chrono trong Red Alert 2 phần lớn đều không còn tồn tại (do Einstein đã chết), nhưng "Chronosphere" vẫn còn và Tanya được trang bị một thắt lưng thời gian cho phép cô thay đổi vị trí và hồi máu trở lại trong vài giây trước đó. Ưu thế về các công nghệ kỳ lạ của Đồng Minh được tạo ra bởi tập đoàn FutureTech thay thế cho sự vắng mặt của Einstein.
Sức mạnh chiếm ưu thế của quân Đồng Minh là lực lượng không quân với sự lựa chọn đa dạng nhất của các loại máy bay có sẵn khác nhau, từ máy bay ném bom hạng nặng Century đến máy bay tiêm kích và máy bay trực thăng.
Tuy nhiên, các vũ khí của Đồng Minh có điểm yếu là khó sản xuất với số lượng lớn do chi phí cao và mỗi nhà máy của họ phải tốn chi phí nâng cấp thì mới sản xuất được vũ khí cấp cao. Ngoài ra, lực lượng lục quân của Đồng Minh yếu hơn 2 nước kia do họ không có vũ khí cao cấp về lĩnh vực này (như xe tăng 2 nòng của Xô Viết hoặc robot King Oni khổng lồ của Đế chế Mặt trời mọc), nếu không có hải quân và không quân hỗ trợ thì lục quân Đồng Minh sẽ rất bất lợi khi đấu với lục quân Xô viết hoặc Đế chế.
Siêu vũ khí của Đồng Minh là "Proton Collider" sử dụng sức mạnh vật lý bí ẩn để tạo sự phá hủy lớn ở cấp độ nguyên tử.

#### Đế quốc Mặt trời mọc
- Công nghệ chủ chốt: công nghệ rô-bốt, công nghệ nano.

Đế quốc Mặt trời mọc (Empire of the Rising Sun) là sự phản ánh của Đế quốc Nhật Bản trong Thế chiến 2, nhưng đã đạt tới mức công nghệ cao hơn nhiều. Họ có lính bộ binh cơ bản mặc giáp samurai với súng trường và katana phát sáng, robot King Oni khổng lồ, các ninja chuyên dùng để tập kích bộ binh địch, Yuriko - một nữ đặc nhiệm có khả năng tâm linh, và các vũ khí lưỡng dụng như bộ binh lai máy bay (Rocket Angel), máy bay lai rô-bốt (Mecha Tengu), tàu ngầm lai máy bay...
Một số các đơn vị trọng điểm của Đế quốc có thể chuyển đổi hình thức, từ rô-bốt chiến đấu trên mặt đất biến thành máy bay (khi biến hình thì vũ khí của chúng cũng sẽ chuyển từ đất-đối-không sang không-đối-đất), một loại bộ binh có thể bay trên không (Rocket Angel), hoặc xe tăng Tsunami có thể bơi trên biển. Các kiểu vũ khí có thể biến hình tạo cho họ sự linh hoạt và đa năng lớn hơn nhiều so với các loại vũ khí của Đồng Minh hoặc Xô Viết. Căn cứ của Đế quốc được dễ dàng xây dựng và đầy đủ các chức năng mà không cần nhiều năng lượng, các công trình của họ có thể gấp lại thành xe để di chuyển khắp nơi, cho phép Empire mở rộng các căn cứ của họ nhanh và hiệu quả hơn, và mở rộng các mỏ quặng để khai thác tài nguyên nhanh hơn, đặc biệt là ở các bản đồ có nhiều biển.
Sức mạnh chiếm ưu thế của Đế quốc là lực lượng Hải quân đa dạng: nhiều loại xe tăng có thể bơi trên biển, tàu ngầm mini trinh sát cho tới tàu tuần dương chống tàu chuyên dụng, và cao cấp nhất là thiết giáp hạm Shogun hạng nặng. Thiết giáp hạm Shogun có thể đánh bại mọi loại tàu chiến trong các trận đấu một chọi một (trừ tàu ngầm), nên ở các bản đồ có nhiều biển thì Đế quốc có ưu thế khá lớn.
Tuy nhiên, phần lớn các đơn vị trên bộ và trên không của Đế quốc có điểm yếu là sức chịu đựng và hỏa lực yếu hơn đơn vị tương tự của đối phương và sẽ thua nếu đấu một chọi một, buộc người chơi phải sản xuất chúng với số lượng lớn hoặc sử dụng chúng một cách hiệu quả với sự hỗ trợ của các chiến thuật linh hoạt. Một điểm yếu khác là mỗi nhà máy của Đế quốc cũng phải tốn chi phí nâng cấp thì mới sản xuất được vũ khí cấp cao (điểm yếu này giống như Đồng Minh). Ngoài ra, lực lượng không quân của Empire yếu hơn 2 nước kia do họ không có vũ khí cao cấp về lĩnh vực này (Đế quốc không có nhà máy sản xuất riêng cho không quân, họ cũng không có máy bay tiêm kích mạnh như máy bay MiG của Xô viết hoặc máy bay Apollo của Đồng Minh, cũng không có oanh tạc cơ hạng nặng như khí cầu Kirov của Xô viết hoặc máy bay ném bom hạng nặng Century của Đồng Minh).
Do ở trong dòng thời gian bị thay đổi, Đế quốc làm chủ vũ khí tâm linh, không chỉ ở đặc công của họ, mà trong siêu vũ khí "Decimator Psionic". Siêu vũ khí này tạo ra sóng năng lượng có sức tàn phá lớn. Họ cũng được trang bị "Nanoswarm", một thiết bị tạo ra một lá chắn hạt nano, tương tự như "Iron Curain", nhưng không di chuyển và có tác dụng ngăn ngừa bất cứ thứ gì lao đến hoặc ra ngoài.

## Cốt truyện
Tiền đề trung tâm của cả ba chiến dịch là như nhau, mặc dù mỗi phần là một biến thể khác nhau của cốt truyện. Đối mặt với thất bại trong tay quân Đồng Minh (có lẽ là sau kết thúc của Red Alert 2: Yuri's Revenge), Tướng Nikolai Krukov và Đại tá Anatoly Cherdenko sử dụng một cỗ máy thời gian bên dưới điện Kremlin để quay ngược trở lại Bỉ vào năm 1927 tại Hội nghị Vật lý Quốc tế và loại trừ Albert Einstein. Không có Einstein, Đồng Minh không thể tạo ra các công nghệ cho phép họ đánh bại Xô Viết trong trò chơi trước đó (Red Alert 2). Trở lại hiện tại, Krukov phát hiện ra rằng Cherdenko đã trở thành Nguyên thủ Liên Xô và Xô Viết đã gần như chinh phục toàn bộ châu Âu.
Tuy nhiên, do sự biến đổi của dòng thời gian vốn đã diễn ra từ Red Alert 1, Thế chiến 2 chống lại phe phát xít Đức - Ý - Nhật đã không xảy ra. Do đó, Đế quốc Nhật Bản cũng không bị sụp đổ trong cuộc chiến này, và Đế quốc này tiếp tục phát triển để trở thành Đế Chế Mặt Trời Mọc ở Nhật Bản. Họ có trình độ công nghệ đạt mức rất cao, trong khi hệ tư tưởng quân phiệt và Thiên hoàng vẫn tiếp tục được người Nhật sùng bái. Lợi dụng khi Xô Viết và Đồng Minh đang giao tranh, Thiên hoàng Nhật Bản Yoshiro tuyên bố khai chiến chống lại cả quân Đồng Minh và Xô Viết với mong muốn thống trị thế giới, điều mà Đế chế tin rằng chính là Thiên mệnh của Hoàng gia Nhật Bản. Thế giới do đó rơi vào một cuộc chiến tranh ba phe giữa Liên bang Xô viết, quân Đồng Minh và Đế Chế Mặt Trời Mọc.
Không giống như người tiền nhiệm của nó, Red Alert 3 đã chủ yếu là có các đoạn phim hài hước/nửa nghiêm túc, chẳng hạn như khi Tướng Krukov nói với Dasha: "Our enemy was thrusting deeply into the motherland's tender nether regions", khiến cô có biểu hiện bối rối trên mặt.

### Xô Viết
- Hệ tư tưởng: Chủ nghĩa xã hội, chủ nghĩa cộng sản kết hợp với tinh thần ái quốc. Quân dân Xô Viết tin rằng cuộc chiến là một sứ mệnh Cách mạng vẻ vang để bảo vệ Tổ quốc, giải phóng những con người bị áp bức bởi chủ nghĩa tư bản và giúp Chủ nghĩa xã hội chiến thắng trên toàn thế giới.
- Công nghệ cao cấp: công nghệ từ trường

Trong chiến dịch của Xô Viết, Cherdenko đầu tiên bổ nhiệm tư lệnh mới của Xô Viết (người chơi) đẩy lui cuộc tấn công của lực lượng Empire khỏi lãnh thổ Xô Viết ở Leningrad và các vùng lãnh thổ khác, sau đó tấn công Nhật Bản và giết chết Nhật hoàng Yoshiro trước khi tiếp tục các cuộc tấn công chống lại quân Đồng Minh. Khi lực lượng Xô Viết tấn công cung điện của Yoshiro trên núi Phú Sĩ, tuy nhiên, hóa ra đó lại là một mồi nhử và Empire cho thấy một căn cứ lớn về phía bắc, và ba Tư lệnh của Empire xuất hiện với ý định tiêu diệt các lực lượng của Xô Viết ở đó. Sau khi 3 vị Tư lệnh của Empire bị đánh bại và cung điện bị phá hủy, Yoshiro xuất hiện trong con robot King Oni cá nhân của ông và định tiêu diệt người chơi nhưng cuối cùng cũng bị đánh bại và giết chết, khiến Empire phải đầu hàng.
Sau đó người chơi tấn công tiêu diệt quân Đồng Minh ở Geneva và cơ sở nghiên cứu ở Mykonos. Bằng cách vu cho tướng Krukov có ý định ám sát mình, Cherdenko đã dùng người chơi để loại bỏ vị tướng này tại căn cứ không quân Von Eisling. Tiến sĩ Zelinsky, nhà khoa học đã tạo ra cỗ máy thời gian, thông báo cho các người chơi rằng các sự kiện xảy ra là do Xô Viết đã cố gắng để thay đổi quá khứ, và rằng Cherdenko ban đầu không phải là Thủ tướng Xô Viết. Cherdenko sau đó khi cố gắng tiêu diệt người chơi vì cho rằng người chơi quá nguy hiểm khi biết quá nhiều thông tin nhưng thất bại và ông ta được cho là đã chết sau khi người chơi phá hủy pháo đài của ông ta được đặt trong ngọn núi lửa sau khi tiêu diệt Nguyên soái Bingham tại đảo Phục Sinh.
Sau khi giải quyết xong với Cherdenko, người chơi liền mở một cuộc tấn công vào New York để buộc lực lượng Đồng Minh phải đầu hàng. Chiến tranh kết thúc với việc người chơi trở thành nguyên thủ kế tiếp của Liên Xô, trong một thế giới mà đất nước Xô Viết trở thành siêu cường quốc duy nhất (cũng có nghĩa rằng người chơi đã trở thành người quyền lực nhất thế giới) và không có một thế lực nào có thể ngăn chặn việc chủ nghĩa xã hội được truyền bá khắp thế giới.

### Đồng Minh
- Hệ tư tưởng: Chủ nghĩa tư bản, chủ nghĩa tự do. Các nước Đồng Minh (Mỹ, Liên minh châu Âu) tiến hành cuộc chiến với niềm tin vào hệ thống chính trị đa đảng và văn hóa tiêu dùng phương Tây.
- Công nghệ cao cấp: công nghệ điều khiển hạt nguyên tử.

Chiến dịch Đồng Minh cho thấy Nguyên soái Bingham ra lệnh cho người chơi bảo vệ biên giới châu Âu. Người chơi đã đánh lui cuộc xâm lược của Xô Viết tại bờ biển Anh, sau đó chiếm lại Cannes và phá hủy sở chỉ huy của Xô Viết tại Heidelberg. Tuy nhiên, các cuộc giao tranh lại khiến cả hai bên dễ bị tổn thương, cho phép Empire of the Rising Sun gửi pháo đài nổi của mình để phong tỏa quân Đồng Minh và Xô Viết. Điều này buộc Đồng Minh và Xô Viết liên minh với nhau để chống lại Empire (mặc cho sự phản đối của Tổng thống Mỹ Ackerman).
Liên quân liền chiếm lại cảng Gibraltar và sau đó mở một cuộc tấn công vào pháo đài nổi của Empire tại Bắc Đại Tây Dương và thành công trong việc vô hiệu hóa nó. Vào lúc này, Ackerman nổi giận với Thống soái Bingham bởi liên minh của ông với Xô Viết và có sáng kiến tiêu diệt Moskva với một siêu vũ khí laser được đặt trong núi Rushmore. Bingham ra lệnh cho người chơi vô hiệu hóa siêu vũ khí đó và giết Ackerman.
Với việc liên minh đuọc bảo đảm, Đồng Minh lên kế hoạch cho một cuộc tấn công vào Tokyo để tiêu diệt toàn bộ ban lãnh đạo quân sự của Empire chỉ với một cuộc đột kích và đó là một trận chiến quan trọng bởi vì Bộ Chỉ huy Tối cao của Empire đã ra lệnh phá hủy một số thành phố phương Tây. Trong khoảng thời gian này, Xô Viết dẫn đầu bởi Tướng Krukov đã dự định đưa "có thể toàn bộ" hải quân Xô Viết để hỗ trợ lực lượng Đồng Minh. Sau nhiều lần trì hoãn thì Xô Viết tuyên bố rằng với hạm đội của họ đang ở rất xa và gặp "rắc rối cá nhân" nên quyết định không tham gia và sẽ để người chơi một mình đối phó với các lực lượng của Empire.
Sau trận chiến, Tiến sĩ Zelinsky đào ngũ sang Đồng Minh, báo cáo lại về việc Thủ tướng Xô Viết đã đi ngược thời gian để thay đổi hiện tại cùng với các hậu quả do việc sử dụng máy thời gian, và cảnh báo họ về lực lượng xâm lược của Xô Viết đang được xây dựng ở Cuba, chứng minh rằng Ackerman đã đúng và rằng Xô Viết đã phản bội họ. Sau khi phá hủy lực lượng xâm lược ở Cuba, Đồng Minh khởi động Chiến dịch Chronostorm và dịch chuyển lực lượng của họ để tiêu diệt pháo đài của Cherdenko tại Leningrad để ngăn chặn ông ta bỏ chạy ra ngoài không gian. Cuối cùng, Cherdenko và Krukov bị giam trong một nhà tù Cryo suốt đời do những tội ác chiến tranh. Phó Tổng thống Hoa Kỳ trở thành Tổng thống mới của Mỹ trong bài phát biểu công khai.
Sau khi hoàn tất phần chơi Đồng Minh, người chơi trở thành một vị tướng cấp cao. Trung úy Eva và Tanya đều gửi lời mời về 1 cuộc hẹn hò với người chơi, ngụ ý rằng họ có tình ý với anh ta.

### Đế Chế Mặt Trời Mọc
- Hệ tư tưởng: Chủ nghĩa quân phiệt, chủ nghĩa dân tộc kết hợp với tinh thần truyền thống Nhật Bản (tinh thần thượng võ samurai, sự sùng bái và lòng tận trung với Thiên Hoàng). Đế Chế Mặt Trời Mọc tin rằng dân tộc Nhật Bản là ưu tú nhất, các quốc gia khác (gồm cả Đồng Minh và Liên Xô) đều chỉ là "đám rợ phương Tây" với lối sống suy đồi. Họ cũng tin rằng Thiên Hoàng Nhật Bản là hậu duệ của thần thánh, có "Thiên mệnh" cai trị toàn thế giới, và cuộc chiến chính là một sứ mệnh thiêng liêng để thi hành Thiên mệnh và thể hiện lòng tận trung với Thiên Hoàng.
- Công nghệ cao cấp: công nghệ nano.

Chiến dịch của Empire of the Rising Sun bắt đầu với một cuộc xâm lược quy mô đầy đủ vào Liên bang Xô viết, trong khi Xô Viết đang đẩy Đồng Minh đến bờ vực của sự thất bại. Cuộc xâm lược bắt đầu với một tàu vận tải được cải trang tiến vào thành phố ven biển Vorkuta của Xô Viết đang kỷ niệm năm mới. Khi thủ đoạn này bị phát hiện, thành phố được lệnh bị phá hủy. Chiến thuật ban đầu của Nhật hoàng Yoshiro liên quan đến việc đánh vào các mục tiêu tượng trưng như là đài kỷ niệm để gây ảnh hưởng đến ý chí và tinh thần của Xô Viết và sau đó, chiếm một trạm thu phát sóng ở Hoa Kỳ để sử dụng trong việc tuyên truyền chống Đồng Minh. Mặt khác, người con trai ít đi theo truyền thống của Nhật hoàng, Thái tử Tatsu, chủ trương tấn công các mục tiêu quân sự đúng nghĩa mặc dù cha ông thường sẽ bác bỏ và buộc ông chiến đấu ở nơi khác. Thái tử Tatsu là một người có hứng thú về công nghệ trong nỗ lực của ông về việc hiện đại hóa quân đội.
Khi Empire of the Rising Sun ngày càng tiến sâu vào lãnh thổ Xô Viết và Đồng Minh thì Đồng Minh thực hiện một hiệp ước tuyệt vọng và cố gắng tập trung đủ lực lượng để phản công. Nhật hoàng tin rằng ông đã nghiền nát tất cả mọi hy vọng về tự do của Đồng Minh. Lực lượng của Empire chiếm phần lớn phía tây nước Nga và tiến hành thảm sát tàn bạo bất cứ ai chống lại. Một tướng Xô Viết tại thành phố Odessa từ chối đầu hàng, và kết quả là thành phố bị phá hủy bởi một robot nguyên mẫu ba mặt có tên là "Shogun Executioner". Các điểm mốc như một nhà thờ, nhà hát opera, và một bệnh viện là mục tiêu để phá huỷ. Tuy nhiên lực lượng của Empire đã phải lui vào phòng thủ chống lại Đồng Minh, những người vẫn còn có đủ sức mạnh để mở cuộc tấn công quy mô đầy đủ vào Trân Châu Cảng tại quần đảo của Empire trên Hawaii và trên một trong những pháo đài nổi của Empire. Mặc dù cả hai cuộc tấn công đều bị đẩy lùi, một lực lượng liên quân của Đồng Minh-Xô Viết đã giành được một chỗ đứng ở Tokyo.
Thay thế Tổng thống Mỹ Ackerman với một robot do thám, Nhật hoàng biết được việc Zelinsky đào ngũ và làm thế nào ông đã giúp Cherdenko thay đổi lịch sử thông qua du lịch thời gian. Điều này gây chấn động tâm lý với Nhật hoàng, vì nếu lịch sử có thể được thay đổi thì tức là không có Thiên mệnh dành cho đất nước Nhật Bản. Ông trao quyền của Mạc phủ (nhà lãnh đạo quân sự của Empire) cho con trai của mình. Theo mệnh lệnh của Tatsu, lực lượng xâm lược của Xô Viết-Đồng Minh vào Tokyo bị đẩy lùi, và một cuộc tấn công quy mô đầy đủ vào điện Kremli với cái chết của Thủ tướng Cherdenko và Tướng Krukov-mặc cho một nỗ lực vào phút cuối cùng của Cherdenko để vận hành máy thời gian sau khi Kremlin bị phá hủy. Điều này kết thúc cuộc chiến chống lại Xô Viết với việc Liên Xô (và các đồng minh của họ) đầu hàng Empire. Sự thành công này tiếp tục cho phép Yoshiro vượt qua mặc cảm tội lỗi của mình và mở ra ý tưởng của ông rằng lý tưởng của Tatsu sẽ giúp Empire có thể tạo ra vận mệnh của chính mình.
Trong nhiệm vụ cuối cùng, người chơi được lệnh mở một cuộc tấn công chống lại lực lượng Đồng Minh còn sót lại ở Amsterdam là nơi họ làm chỗ đứng cuối cùng của họ để bảo vệ trụ sở chính của Đồng Minh cũng như trụ sở chính của FutureTech-công ty chịu trách nhiệm của những tiến bộ công nghệ của Đồng Minh. Cuộc chiến ác liệt từ ngôi nhà này sang ngôi nhà khác dẫn đến kết quả là sự phá hủy cả thành phố và hàng triệu người tử vong. Mặc dù Đồng Minh bị áp đảo về quân số, hầu hết các lực lượng xâm lược của Nhật Bản đều bị tiêu diệt. Mặc cho Tiến sĩ Zelinsky đến với quân tiếp viện của Xô Viết và triển khai một nguyên mẫu vũ khí của FutureTech có khả năng phá hủy tất cả mọi thứ trong thành phố, Đế chế đã thành công trong việc đánh bại Đồng Minh và phá hủy FutureTech và những gì còn lại của Xô Viết, và như vậy Đế Chế Mặt Trời Mọc đã hoàn tất mục tiêu thống trị thế giới.
Người chơi được Nhật Hoàng ban cho danh hiệu "Supreme Shogun" (Tướng quân tối cao), có nghĩa rằng người chơi đã trở thành nhân vật quyền lực đứng thứ 3 thế giới (chỉ sau Thiên Hoàng và Thái tử Tatsu). Tình báo viên Suki Toyama, mời người chơi đến một địa điểm trên bờ biển phía bắc của Oahu một thời gian, ngụ ý rằng cô ấy có nhiều cảm xúc lãng mạn cho anh ta.

## Diễn viên
[UR] có nghĩa là nhân vật đó cũng xuất hiện trong Red Alert 3 - Uprising.

### Xô Viết
- Tim Curry là Thủ tướng Anatoly Cherdenko
- Andrew Divoff là Tướng Boris Krukov
- Peter Stormare là Tiến sĩ Gregor Zelinsky
- Ivana Miličević là Dasha Fedorovich [UR]
- Gina Carano là Natasha Volkova
- Dimitri Diatchenko là Tư lệnh Oleg Vodnik [UR]
- Gene Farber là Tư lệnh Nikolai Moskvin [UR]
- Vanessa Branch là Tư lệnh Agonskaya Zhana
- Stelio Savante là Sergei

### Đồng Minh
- Jonathan Pryce là Nguyên soái Robert Bingham
- JK Simmons là Tổng thống Mỹ T. Howard Ackerman
- Jenny McCarthy là Tanya
- Gemma Atkinson là Trung úy Eva McKenna' [UR]
- Autumn Reeser là Tư lệnh Hanley Lissette
- Randy Couture là Tư lệnh Fuller Warren
- Greg Ellis là Tư lệnh Commander Giles Price [UR]

### Empire of the Rising Sun
- George Takei là Nhật hoàng Yoshiro
- Ron Yuan là Hoàng tử Tatsu [UR]
- Kelly Hu là Tình báo viên Suki Toyama
- Asato Bruce Locke là Tư lệnh Shinzo Nagama [UR]
- Jack J. Yang là Tư lệnh Kenji Tenzai [UR]
- Lydia Look là Tư lệnh Naomi Shirada [UR]
- Lisa Tamashiro là Yuriko Omega (chỉ giọng nói) [UR]

## Nhạc nền
Nhà soạn nhạc Frank Klepacki trở lại để viết 3 bài hát cho trò chơi. Khi được phỏng vấn về vấn đề này, Klepacki chỉ có một mong muốn mạnh mẽ là sẽ đóng góp nhiều hơn, nhưng cũng thừa nhận rằng, do thực tế là ông không còn được sử dụng bởi Electronic Arts và hiện đang làm việc cho Petroglyph Games, nên không thể ký kết được hợp đồng. Tại Hội nghị thượng đỉnh cộng đồng RA3 vào tháng 6 năm 2008, Klepacki cho xem một video cho toàn thể cộng đồng C&C, trong đó ông nói rằng ông đã được thuê để làm việc cho Red Alert 3, và rằng ông đã sáng tác Hell March 3, bản cập nhật mới nhất của bài nhạc nền mang tính biểu tượng của nhánh Red Alert .
Tháng 11 năm 2008, Crispy Gamer  báo cáo rằng James Hannigan và Timothy Michael Wynn đã viết phần lớn 114 phút bài nhạc còn lại của trò chơi, với Hannigan sáng tác nhạc nền menu 'Soviet March' cùng với âm nhạc cho phe Empire of the Rising Sun, và Wynn là phe Đồng Minh, và các bài hát khác của Xô Viết. Music4Games cũng được số điểm âm nhạc của trò chơi .
Ban nhạc From First to Last soạn một vài phiên bản remix gồm "Hell March" và "Hell March 2", nhạc phim xuất xưởng về đặc trưng của Red Alert với Red Alert 3 'Premier Edition' .
Một bài nhạc nền của James Hannigan được gọi là "All Your Base Are Belong To Us", là một tham chiếu đến Zero Wing và các theme internet.

## Phát triển

Chiến tranh Hải quân rất được nhấn mạnh trong Red Alert 3.

Trò chơi Red Alert thứ ba được công bố một cách không chính thức bởi nhà điều hành sản xuất C&C Mark Skaggs của Electronic Arts vào tháng 12 năm 2004, ngay sau khi phát hành Lord of the Rings: The Battle for Middle Earth . Tuy nhiên, Mark Skaggs rời khỏi Electronic Arts vì một lý do không rõ ràng ngay sau đó, và đã không có một đề cập đến "Red Alert 3" cho đến ngày 12 tháng 2 năm 2008, khi vỏ bìa tháng 4 của PC Gamer của Mỹ được đăng trên Internet bao gồm những câu chuyện về "Red Alert 3" . Red Alert 3 sau đó đã được chính thức công bố bởi Electronic Arts vào ngày 14 tháng 2 năm 2008. Vào ngày 17 tháng 5 trailer đầu tiên được phát hành.

### Thử nghiệm phiên bản beta công cộng
Một bản thử nghiệm beta đã được công bố vào tháng 2 năm 2008, nói rằng người dùng máy tính đã đăng ký một mã số có trong Command & Conquer 3: Kane's Wrath hoặc Command & Conquer 3 Limited Collection vào ngày 15 tháng 9 năm 2008 có thể tham gia vào thử nghiệm beta nhiều người chơi . Từ ngày 24 tháng 7 năm 2008, những người đăng ký bản beta bắt đầu nhận được một e-mail nói rằng họ sẽ bắt đầu nhận Key và liên kết tải về vào cuối tháng 7 và tháng 8 . Thành viên Tập tinPlanet cũng có thể tham gia thử nghiệm beta, với các key có sẵn first-come, first-served từ ngày 22 tháng 8 năm 2008 . Máy chủ beta của Red Alert 3 đã được đóng cửa vào ngày 29 tháng 9 năm 2008.

### Phần mềm SecuROM
Giám đốc sản xuất Chris Corry nói rằng Red Alert 3 sẽ đi kèm với những tranh cãi  xung quanh phần mềm SecuROM. Trò chơi sẽ phải được kích hoạt trực tuyến lần đầu tiên, nhưng có thể được kích hoạt và cài đặt chỉ có năm lần, mỗi lần nối tiếp . Lưu ý rằng kích hoạt một hệ thống là mục tiêu, vì vậy người dùng có thể cài đặt lại thường xuyên như họ muốn trên một máy tính nhưng chỉ kích hoạt được trên năm máy tính khác nhau. Sau khi kích hoạt lần thứ năm, người tiêu dùng sẽ được yêu cầu liên hệ với Dịch vụ khách hàng của EA cho mỗi kích hoạt bổ sung. Ông cũng nói rằng gỡ bỏ cài đặt trò chơi sẽ không trả lại các cài đặt cho người dùng . Tuy nhiên, sau một vài bản vá được phát hành bởi EA, trong trò chơi được phát hành, trình tháo gỡ sẽ làm lại việc cài đặt trở lại cho người dùng .
Trong hậu quả của cuộc tranh cãi về game Spore' về SecuROM, có một sự phản đối kịch liệt của một số khách hàng đã bắt đầu đe dọa tẩy chay Red Alert 3 nếu trò chơi này đã đi kèm với cơ chế quản lý kỹ thuật số tốt hơn. Đáp lại, EA đã công bố rằng kích hoạt giới hạn trong Red Alert 3 sẽ được tăng lên từ 3-5 kích hoạt/máy. Nhiều khách hàng vẫn không hài lòng, nói rằng đối với tất cả ý nghĩa và mục đích mà họ sẽ được "thuê" các trò chơi của EA với giá đầy đủ . Bản vá 1,05 cung cấp người dùng khả năng de-authorize cho trò chơi trong trình cài đặt game.
Trước khi phát hành trò chơi, Corry ghi nhận tuổi thọ của các game Command & Conquer khác và công nhận rằng ông không chắc rằng máy chủ thực sẽ vẫn trực tuyến trong năm tới, mà sẽ ngăn chặn người dùng trong tương lai từ viêc chứng thực. Corry nói rằng "một khi trò chơi đã sống cuộc sống tự nhiên của nó và những nguy cơ vi phạm bản quyền đã giảm xuống, chúng tôi... [sẽ] quyết định ngừng hoạt động việc chứng thực máy chủ [và] chúng tôi đầu tiên sẽ tạo ra một miếng vá có sẵn mà sẽ vô hiệu hóa sao chép bảo vệ từ trò chơi." 
Ngày 8 tháng 1 năm 2009, trò chơi trở nên có sẵn thông qua nền tảng Steam  với SecuROM. Tuy nhiên vào ngày 19 tháng 2 năm 2009 một bản vá được phát hành đã loại bỏ Securom khỏi trò chơi , nhưng nó vẫn được bảo vệ bởi Steam DRM.

### CD key
Cũng có một vấn đề đã được nêu với số "giới hạn" của các bản sao của trò chơi với các chữ số cuối cùng của CD key mất tích từ hướng dẫn sử dụng . Phản ứng giải thích ban đầu của EA là "đoán" số cuối cùng là giải pháp tạm thời , nhưng điều này đã được sửa đổi ngay sau khi được công bố, để:
Nếu bạn đang cố gắng để cài đặt Command và Conquer: Red Alert 3 và mã là chỉ có 19 ký tự, sau đó thiếu số cuối cùng. Điều này là do một in lầm trên một số lượng nhỏ các hướng dẫn sử dụng và chúng tôi xin lỗi vì bất kỳ sự bất tiện nào xảy ra. Để có được một mã thay thế, hãy nhấp vào liên kết "Liên hệ" ở phía bên trái của trang web để gửi e-mail cho nhóm của chúng tôi. Nếu bạn muốn bạn cũng có thể liên hệ với chúng tôi qua điện thoại bằng cách sử dụng các số được tìm thấy trên trang 28 của sổ tay hướng dẫn của bạn.
Sau đó, EA đã mở một trang web mà các chữ số thiếu có thể được lấy được mà không cần liên hệ với sự hỗ trợ, nhưng một tài khoản miễn phí trên trang web của EA là bắt buộc .

## Tiếp thị
Red Alert 3 có thể được xác định trước từ ngày 20 tháng 8 năm 2008 và có bổ sung Command & Conquer: Red Alert 2, một map dành cho chế độ chơi mạng, DVD có phim và hình nền Red Alert 3 trên máy tính .

### Premier Edition
Red Alert 3 Premier Edition có một đĩa CD nhạc (bao gồm cả bản remix của "Hell March" và "Hell March 2"), và một DVD chứa các tài liệu, phim từ các nhà phát triển, những cảnh chụp từ phim của trò chơi, các thủ thuật và chiến lược. Trò chơi này cũng bao gồm một mã số cho việc tải xuống của nhiều bản đồ độc quyền và key cho một phiên bản beta của một trò chơi Command & Conquer trong tương lai. Nó đến trong một nhạc chủ đề của Xô Viết với một tấm áp phích của các phụ nữ trong Red Alert 3. Tại Anh, Premier Edition dành riêng cho nhà bán lẻ GAME 
.
Tại Đài Loan, một bản Premier Edition độc quyền đã được hạn chế phát hành, có một mục bổ sung, Dicota Red Alert 3 .
Vào ngày 18 tháng 9 năm 2008, EA đã công bố rằng các bản sao của Red Alert 3 sẽ bao gồm một mã số để mở khóa một mục riêng trong Warhammer Online: Age of Reckoning là "Helm Kossar" .
EA Singapore cũng như 'Gamers.com.my' cũng đã thông báo rằng họ sẽ tung ra bản độc quyền Red Alert 3 Commander's Pack tại Singapore và Malaysia. Nó được phát hành vào ngày 27 tháng 10 năm 2008 cho Singapore và 28 tháng 10 năm 2008 cho Malaysia. Commander's Pack bao gồm C&C Red Alert 3 Premier Edition, C&C Red Alert 3 Dicota Notebook BacPac, và một bàn phím Sidewinder X6 Microsoft Gaming Keyboard với đề can Garskin Red Alert 3. Áp phích độc quyền và T-Shirts Xô Viết đã được trao cho những người đến sớm nhất khi trò chơi được phát hành. Một phiên bản nhỏ hơn và rẻ hơn của Commander Pack tên Officer Pack cũng được phát hành. Officer Pack chứa C&C Red Alert 3 Premier Edition và C&C Red Alert 3 Dicota Notebook BacPac 
.

### Ultimate Edition
Vào ngày 21 tháng 1 năm 2009 EA đã công bố rằng Red Alert 3: Ultimate Edition sẽ được phát hành trên PlayStation 3 vào tháng 3 . Theo giám đốc phát triển David Seeholzer chất lượng hình ảnh của trò chơi sẽ thích ứng cho định nghĩa Blu-Ray HD.
Theo EA, Red Alert 3 sẽ có đồ họa tốt hơn và hiệu suất tốt hơn trên PlayStation 3 so với Xbox 360, nhờ có những renderer phức tạp từ phiên bản PC .
Tuy nhiên, theo yêu cầu của nhiều khách hàng tiềm năng để tận dụng lợi thế của PlayStation là khả năng sử dụng chuột máy tính và bàn phím cho các mục đích chơi game, ngay cả với mối đe dọa của việc không mua các sản phẩm trên , không có vẻ sẽ được hoàn thành. Seeholzer thay vì đề cập đến những "bước tiến" được thực hiện trong việc phát triển giao diện điều khiển cho console, hơn là đưa ra một câu trả lời rõ ràng cho câu hỏi trong cuộc phỏng vấn với IGN .

## Đánh giá
Command & Conquer: Red Alert 3 thường nhận được đánh giá tích cực, với lý do là các yếu tố hợp tác và nhiều người chơi. Mặc dù trò chơi không đổi mới nhiều so với hai người tiền nhiệm của mình và về cơ bản theo cùng một con đường của Red Alert 2, điều này không được coi là một điều xấu bởi mọi người. Nó đã được ca ngợi cho việc tác chiến hải quân tích hợp hoàn toàn với lối chơi, nói chung là một tính năng bị bỏ quên trong trò chơi chiến lược thời gian thực, mặc dù việc luân phiên tập trung vào khía cạnh này bị chỉ trích. Ngoài ra trò chơi đã được ca ngợi vì câu chuyện nghiêm trọng hơn và sáng hơn, môi trường đầy màu sắc hơn Command & Conquer 3: Tiberium Wars. Quyết định của nhà phát triển để sử dụng "dải" mỏ thay vì lĩnh vực quặng truyền thống đã được trả lời với một phản ứng lẫn lộn.